# نايف السيد
نايف السيد لاعب كرة قدم سعودي سابق ، يلعب في خط الوسط .

## مسيرة اللاعب
مثل نادي الاتحاد في الفئات السنية و بعدها مثل أندية الانطلاق و التقدم و نادي جدة ونادي الانتصار.